# Amber Pacific
Gli Amber Pacific sono una band pop punk formata da un gruppo di liceali nel 2002 e ancora attiva, sotto contratto con la Hopeless Records. Oltre ad aver scritto tre album in studio, il gruppo ha anche collaborato a colonne sonore. La loro canzone più nota è Gone So Young.

## Formazione

### Formazione attuale
- Matt Young - voce (2002 - oggi)
- Will Nutter - chitarra, tastiere (2002 - oggi)
- Greg Strong - basso (2003 - oggi)
- Dango - batteria (2004 - oggi)
- Rick Hanson - chitarra (2007 - oggi)

### Ex componenti
- Justin Westcott - chitarra (2002 - 2005)
- Ben Harper - chitarra (2006) (membro degli Yellowcard)
- Tyler Peerson - basso (2002 - 2003)
- Blake Evans - batteria (2002 - 2004)

## Discografia

### Album in studio
- 2005 - The Possibility and the Promise
- 2007 - Truth in Sincerity
- 2010 - Virtues
- 2014 - The Turn
- 2025 - All In

### EP
- 2004 - Fading Days
- 2006 - Acoustic Sessions
- 2008 - Acoustic Connect Sets
- 2009 - Amber Pacific